# La distribución de las águilas
La distribución de las águilas es un cuadro del pintor neoclásico francés Jacques Louis David finalizado el año 1811.
En principio, David recibió el encargo de cuatro telas en ocasión de la coronación de Napoleón. Pero solo dos se realizaron: La coronación de Napoleón y La distribución de las águilas.
La distribución retoma las costumbres de las legiones romanas. El emperador distribuye aquí la nueva bandera con el símbolo imperial a los jefes de su ejército. Esta entrega de banderas es acompañada de un juramento por parte de los oficiales hacia su emperador.
Es una obra bastante dinámica, en particular la derecha de la composición. Esta parte, en forma piramidal, se opone a la parte izquierda, mucho más tranquila. Napoleón destaca menos que en la coronación, ya que las águilas destacan más. A pesar de esta organización espacial, la luz favorece mucho al emperador.
El centro de la escena está extrañamente vacío; David al principio habría incluido una alegoría de la victoria, que lanzaba laureles a los oficiales y blandía banderas y estandartes, pero Napoleón no quiso, alegando que la escena debía mostrar veracidad histórica. David tuvo que rehacer esa sección. Sin embargo, a la demanda de Napoleón, David se tomó ciertas libertades con la veracidad histórica. Josefina de Beauharnais está ausente en el cuadro, cuando se sabe que estuvo presente en la distribución.